# 이천 도립리 반룡송
이천 도립리 반룡송(利川 道立里 蟠龍松)은 대한민국 경기도 이천시 백사면에 있는 소나무이다. 1996년 12월 30일 대한민국의 천연기념물 제381호로 지정되었다.

## 개요
반룡송은 이천 백사면 면사무소에서 서쪽으로 약 1.7km 떨어진 도립리 어산마을에서 자라고 있으며 하늘에 오르기 전에 땅에 서리고 있는 용이라 하여 반룡송(蟠龍松)이라 부른다. 또는 일만년 이상 살아갈 용송(龍松)이라 하여 만년송(萬年松)이라고도 부른다. 반룡송의 높이는 4.25m, 가슴높이의 둘레는 1.83m이다. 높이 2m 정도에서 가지가 사방으로 갈라져 넓게 퍼져 있으며, 하늘을 향한 가지는 마치 용트림하듯 기묘한 모습으로 비틀리면서 180°휘어진 모습을 하고 있다.
신라말 도선스님이 이곳과 함흥, 서울, 강원도, 계룡산에서 장차 큰 인물이 태어날 것을 예언하면서 심어놓은 소나무의 한 그루라고 전해지며, 이 나무의 껍질을 벗긴 사람이 병을 얻어 죽었다는 얘기도 있다.
반룡송은 모양이 아주 특이하며, 생물학적 자료로서도 가치가 높아 천연기념물로 지정하여 보호하고 있다.

## 참고 도서
- 문화재청, 《문화재이야기여행 천연기념물 100선 보관됨 2016-08-28 - 웨이백 머신》, pp37~40, 2016-03-31

## 참고 자료
- 이천 도립리 반룡송 - 국가유산청 국가유산포털